# Reveriano Soutullo Otero
Reveriano Soutullo Otero (Ponteareas, Pontevedra, 11 juli 1880 – Vigo, Pontevedra, 29 oktober 1932) was een Spaans componist.

## Levensloop
Reveriano was het 4e kind van het echtpaar Manuel Soutullo Valenzuela en Carolina Otero de Parga, een heel muzikale familie. Zijn vader was dirigent van de Banda de Redondela en de Banda Municipal de Arena. Vanzelfsprekend kreeg hij de eerste muziekles van zijn vader. Zijn vader maakte hem ook bekend met Fernández Cid, plaatselijke muziekleraar en dirigent van de Banda de Música de Ponteareas. Verder studeerde hij aan de Escuela de Artes y Oficios de Vigo. Hij werd lid van de Banda Municipal de Tuy en op 14-jarige leeftijd koorleider van de Orfeón de Tuy. Met dit koor won hij al spoedig een wedstrijd.
In 1896 werd hij kornet solist in de militaire muziekkapel van het Regimiento de Infantería Murcia nº 37 in Vigo. Van de dirigent Cetina van deze muziekkapel kreeg hij verdere les in harmonie. Een korte tijd heeft Soutullo Otero ook gemusiceerd in de  Banda de Música de Porriño.
Van 1900 tot 1906 voltooide hij zijn studies aan het Real Conservatorio Superior de Música de Madrid harmonie bij Pedro Fontanilla en compositie bij Tomás Fernández Grajal. Hij won eerste prijzen en gradueerde in 1906. Zijn eerste gecomponeerde werken zijn een opera La corte del rey Don Rodrigo op een libretto van Capdepont en een motet voor dubbel koor, acht solisten en tenor solo Tota pulcra est María.
Met een studiebeurs kon hij in het buitenland studeren, zo in Italië, in Frankrijk onder andere bij Maurice Ravel en Camille Saint-Saëns, in Zwitserland en in Duitsland.
In Spanje zette zich Ruperto Chapi y Lorenta voor hem in. In 1919 begon de befaamde samenwerking met Juan Vert Carbonell, die duurde tot het plotse overlijden van Vert Carbonell in 1931.

## Composities

### Werken voor orkest
- Vigo, symfonische suite voor orkest

### Werken voor banda (harmonieorkest)
- Al Santísimo, mars
- Al Calvario, treurmars
- Alerta, diana
- As mozas do Couto, Muñeira
- Barurrica, jota (samen met: Lorenzo Andreu Cristóbal)
- Brisas del Tea, paso-doble
- Carpio, paso-doble
- Cumbre Alpina, mazurka
- Dolora, treurmars
- Escenas árabes, Zambra y balada nómada
- Granada, Serenata
- Hermance, Serenata
- Himno al Santísimo Cristo de la Victoria
- Himno a Vigo, voor groot koor en banda (harmonieorkest) - tekst: Pío Cuiñas
- Juanita, treurmars
- La Anunciación de la jota, diana
- La devoción de la cruz, treurmars
- La guillotina, Fado
- La hostia sagrada, feestelijke mars
- La leyenda del beso, Intermedio
- La última estocá, paso-doble
- La valenciana, jota
- La zagala, jota
- Lamentación, treurmars
- Las maravillosas
  1. Mazurka
  2. Fox trop
  3. Apache
- Lolita, mazurka
- Loor a Vigo
- Mantones de manila, paso-doble
- Me engañarás, mazurka
- Merceditas, tango
- Montes, mars
- Ondulando, wals
- Otoñal, polka
- Pasional, mars
- Pepita, jota
- Piedad, treurmars
- Propatria, himno
- Puenteareas, paso-doble
- ¡Qué triste!, treurmars
- Redondela, paso-doble
- Rosalía, mazurka
- Sobre la Cumbre, wals
- Solita, mazurka
- Tango de la zarzuela "Elixir de amor"
- Triunfal, mars
- Vigo, paso-doble

### Muziektheater
- 1906 La Corte del rey Don Rodrigo en plena orgía, opera - libretto: Mariano Capdepón
- 1919 Justicias y ladrones, operette (samen met: Juan Vert Carbonell) - libretto: Sinesio Delgado
- 1929 Las maravillosas, revista (revue) - libretto: Antonio Paso en Borrás
- 1930 Las bellezas del mundo, revista (revue) (samen met: Juan Vert Carbonell) - libretto: Borrás en Antonio Paso
- La devoción de la Cruz, opera

(Zarzuelas)
- 1906 El regreso
- 1907 El tío Lucas (in samenwerking met: Lorenzo Andreu Cristóbal)
- 1907 Don Simón Págalo Todo (in samenwerking met: Lorenzo Andreu Cristóbal)
- 1909 La serenata del pueblo (in samenwerking met: Lorenzo Andreu Cristóbal) - libretto: Gonzalo Cantó Vilaplana en Rafael de Santa Ana
- 1909 La siega (in samenwerking met: Lorenzo Andreu Cristóbal) - libretto: Gonzalo Cantó Vilaplana
- 1914 Los zuecos de la Maripepa
- 1914 El cofrade Matías - libretto: Enrique Calonge en Enrique Reoyo
- 1915 Amores de aldea, 2 actes, (samen met: Pablo Luna) - libretto: Juan Gómez Renovales en Francisco García Pacheco
- 1916 Don Juanito y su escudero - libretto: Enrique Calonge
- 1916 La Giraldina - libretto: Francisco García Pacheco en Juan Gómez Renovales
- 1916 La guitarra del amor (in samenwerking met: Enrique Barrera Gómez, Jerónimo Giménez y Bellido, Tomás Bretón Hernández, Pablo Luna Carné, Ricardo Villa González, Amadeo Roig Vives) - libretto: Guillermo Perrín en Miguel de Palacios
- 1919 El capricho de una reina (samen met: Juan Vert Carbonell) - libretto: Antonio Paso en Antonio Vidal y Moya
- 1919 La Garduña (samen met: Juan Vert Carbonell) - libretto: Antonio Paso en José Rosales Méndez
- 1919 La Pitusilla - libretto: Enrique Calonge
- 1919 Como los ojos de de mi morena (samen met: Francisco Alonso, Jacinto Guerrero, Jesús Guridi Bidaola, Enrique Granados, Pablo Luna Carné, Federico Moreno Torroba en Ernesto Pérez Rosillo)
- 1919 Las aventuras de Colón (samen met: Bernardino Bautista Monterde - libretto: Antonio Paso en José Rosales Méndez
- 1920 La Guillotina (samen met: Juan Vert Carbonell) - libretto: Emilio Sánchez Pastor
- 1920 Guitarras y bandurrias (samen met: Juan Vert Carbonell) - libretto: Francisco García Pacheco en Antonio Paso
- 1920 La caída de la tarde (samen met: Juan Vert Carbonell) - libretto: Antonio Paso en José Rosales Méndez
- 1921 Los hombrecitos (samen met: Juan Vert Carbonell) - libretto: Enrique Calonge
- 1921 La Paloma del barrio (samen met: Juan Vert Carbonell)
- 1921 Las perversas (samen met: Juan Vert Carbonell) - libretto: Alfonso Lapena Casañas en Alfonso Muñoz
- 1921 La Virgen de Bronce (samen met: Juan Vert Carbonell) - libretto: Antonio Paso en Ramón Peña
- 1922 La venus de Chanberí (samen met: Juan Vert Carbonell) - libretto: Fernando Luque
- 1923 La conquista del mundo (samen met: Juan Vert Carbonell) - libretto: Fernando Luque
- 1923 La piscina del Buda (samen met: Juan Vert Carbonell en Vicente Lleó) - libretto: Antonio Paso en Joaquín Dicenta
- 1923 El regalo de boda (samen met: Juan Vert Carbonell) - libretto: Fernando Luque
- 1924 La leyenda del beso (samen met: Juan Vert Carbonell) - libretto: Enrique Reoyo, Antonio Paso en Silva Aramburu
- 1924 La chica del sereno (samen met: Juan Vert Carbonell) - libretto: Enrique Calonge
- 1924-1926 La canción de los Batanes (samen met: Juan Vert Carbonell) - libretto: Anselmo C. Carreño en Luis Fernández de Sevilla
- 1925 La casita del guarda (samen met: Juan Vert Carbonell) - libretto: Enrique Calonge
- 1925 Primitivo y la Gregoria o el amor en la Prehistoria (samen met: Juan Vert Carbonell) - libretto: Fernando Luque en Enrique Calonge
- 1925 Encarna, la misterio (samen met: Juan Vert Carbonell) - libretto: Enrique Calonge en Fernando Luque
- 1927 El asombro de Gracia (samen met: Juan Vert Carbonell) - libretto: José Lucio en Enrique García Álvarez
- 1927 La del soto del Parral (samen met: Juan Vert Carbonell) - libretto: Anselmo C. Carreño en Luis Fernández de Sevilla
- 1927 El último romántico (samen met: Juan Vert Carbonell) - libretto: José Tellaeche
- 1927 Así se pierden los hombres (samen met: Juan Vert Carbonell) - libretto: A. en José Ramos Martín
- 1930 Las Pantorrillas (samen met: Juan Vert Carbonell) - libretto: Joaquin Mariño en Francisco García Laygorri
- 1931 La marcha de honor (samen met: Juan Vert Carbonell) - libretto: Lapena en Blanco
- 1932 Quinto piso letra C (samen met: José María Tena Hernández) - libretto: Torrado en Ibañez
- La Rosa de Flandes (samen met: Enrique Estela) - libretto: José Tellaeche en Góngora
- Luces de berbena (samen met: Gregorio Baudot Puente en Federico Moreno Torroba)
- El capricho de Margot (samen met: Juan Vert Carbonell)

### Werken voor koor
- 1906 Tota pulcra est María, motet voor tenor solo, acht solisten en dubbel koor
- La tarde en el mar, voor gemengd koor

### Vocale muziek
- 1907 Veira d'o mar, voor tenor solo en gemengd koor
- 1907 Gloria al arte, voor tenor en gemengd koor
- Cuernomaquia, voor zang en piano
- Días de Labranza Aires gallegos
- El niño llora, voor zang en piano
- Lerele, voor zang en piano
- Primadeira Melodía gallega voor zang en piano

### Werken voor piano
- Arabesca, Capricho árabe
- En noche de luna, een reeks van lichte pianostukken
- La leyenda del beso, Intermedio
- La siega, langsame wals
- El último romántico, Pasacalles de las mantillas
- Veira do mar

- Biblioteca Nacional de España: XX863291
- International Standard Name Identifier: 0000 0000 7980 7886
- Library of Congress Control Number: n80035822
- Nationale Bibliotheek van Letland: 000338431
- MusicBrainz: 53438f43-cb36-4bf0-8263-f16897d6cf32
- Nationale Bibliotheek van Israël: 987007336571805171
- Virtual International Authority File: 2659168